# Macrognathus aureus
Macrognathus aureus är en fiskart som beskrevs av Ralf Britz 2010. Macrognathus aureus ingår i släktet Macrognathus och familjen Mastacembelidae. Inga underarter finns listade i Catalogue of Life.